# ثورة المصارعة الحرة
```
رفيليشون برو ريسلينغ
 بالإنجليزية 
Revolution Pro Wrestling
 الذي يعني بالعربية 
ثورة المصارعة الحرة
 يُختصر إلي (ريف برو أو أر بي دبليو) هو أتحاد 
مصارعة محترفين
 بريطاني أسس في 26 أغسطس 2012 بواسطة أندي كويلدان بعد الانفصال عن أتحاد أنترنشونال برو ريسلينغ : المملكة المتحدة .
```

لدى أتحاد رفيلشون برو ريسلينغ حاليًا شراكات مع العديد من الأتحادات المصارعة الدولية بما في ذلك رينج أوف أونر (ROH) ومقرها الولايات المتحدة، نيو جابان برو ريسلينغ (NJPW) و الذي يقع مقره في اليابان والأتحاد المكسيكي كونسيخو مونديال دي لوتشا ليبري (CMLL). وعملت الشركة مع الأتحاد المستقل غلوبال فورس ريسلينغ (GFW) في الماضي.
و من أكبر المصارعين العالميين الذين عملوا في اتحاد أر بي دبليو إيه جي ستايلز وكيفين أويمز وأبولو كروز وفين بالور وكارل أندرسون ولوك غالوس وكاليستو وسامي زين وشينسكي ناكامورا و كالين داين وناعوم دار و توماسو تشامبا وآدم كول .

## التاريخ
في 26 أغسطس 2012 ، في عرض Summer Sizzler أعلن أندي كيلدان عن أنفصال شركته عن أتحاد أنترنوشنال برو ريسلينغ : المملكة المتحدة (IPW: UK) و ذلك لضمان الحفاظ على المعايير العالية التي حددها الأتحاد. و قام كيلدان بأخذ معه البطولات البريطانية للوزن الثقيل والبريطانية للفرق والبريطانية للوزن المتوسط إلى اتحاده. و قام أتحاد أر بي دبليو بالتوقيع مع العديد من المواهب من الأتحادات الإنجليزية الأخرى مثل برنس ديفيت و بيج دامو وناعوم دار، الذين تم التوقيع معهم لاحقًا من قبل أتحاد دبليو دبليو أي (WWE) . بمرور الوقت أزدادت شعبية الأتحاد بشكل متزايد ليصبح أكبر أتحادات المصارعة في أنجلترا .
في 25 يوليو 2014 ، أعلنت شركة RPW عن اتفاقية عمل مع جلوبال فورس ريسلينغ (GFW). و في 18 يوليو 2015 ، أقامت شركة RPW اتفاقية عمل مع أتحاد نيو جابان برو ريسلينغ (NJPW) كجزء من «مفهوم IWGP الجديد» ، وهي إستراتيجية توسع عالمية تركز على شراكاتها الدولية. أدت الاتفاقية أيضًا إلى قيام مصارعي NJPW بالظهور في عروض المنظمة. في مايو، استضافت RPW مباراة تأهيلية لـ WWE كروزرواي كلاسيك . أول العروض التي تم الترويج لها مع NJPW كانت Uprising و Global Wars UK ، والتي أقيمت في أكتوبر 2015. و في 3 مارس 2016 ، أصدرت شركة RPW خدمة تدفق OTT الخاصة بها أر بي دبليو عند الطلب. و في 16 مارس من العام نفسه، أعلن الاتحاد عن اتفاقية عمل مع أتحاد برو ريسلينغ : إي في إي، والتي جعلت ألقاب أتحاد برو ريسلينغ : إي في إي يتم الدفاع عنها أيضًا في عروض أر بي دبليو والعكس وهذه الأحداث تم بثها على منصة أر بي دبليو عند الطلب. و في 23 مارس 2016، أطلقت RPW عرضها الأسبوعي RevPro TV علي قناتهم موقع اليوتيوب، والتي يتم بثها يوم الاثنين من كل أسبوع .
و في 8 يونيو 2017 ، أعلنت شركة أر بي دبليو RPW عن بطولة J-Cup البريطانية، وهي دورة مبنية على بطولة Super J-Cup الخاصة بأتحاد نيو جابان برو ريسلينغ حيث جلبت العديد من جميع أنحاء العالم. في أغسطس 2017 ، عقد أتحاد أر بي دبليو RPW شراكة عمل مع أتحاد حلبة الشرف (ROH) الأمريكي والأتحاد المكسيكي كونسيخو مونديال دي لوتشا ليبري (CMLL) و ذلك للمشاركة في عروض War of the Worlds UK والتي تضمنت مشاركة من المصارعين من مختلف الأتحادات. وفي 22 سبتمبر 2017 ، أعلنت شركة أر بي دبليو RPW أن المحتوى الخاص بأتحاد أوفر ذا توب ريسلينغ (OTT)سيكون متاحًا أيضًا على RPW عند الطلب.
في 13 نوفمبر 2017 ، أعلن الأتحاد عن إنشاء لقبه النشط الرابع بطولة السيدات البريطانية،  في 30 نوفمبر 2017 توصلت شركة ار بي دبليو RPW إلى اتفاق مع أتحاد نيو جابان برو ريسلينغ NJPW لبيع بضاعتها رسميًا من متجرها الخاص، لتصبح ثاني سوق أوروبي الخاص بهم . في 30 أغسطس 2018 ، وقعت شركة RPW صفقة تليفزيونية مع قناة FreeSports ، و ذلك لنقل العروض حيث تم عرضها لأول مرة يومي الأربعاء والخميس، 5 و 6 سبتمبر 2018 ،  في عرض خاص مباشر في قاعة يورك في لندن ، إنجلترا . في 3 أكتوبر، تم الإعلان عن بطولة ملكة الحلبة Queen of the Ring . و في 18 سبتمبر 2019 ، أعلنت شركة RevPro أنها استولت على أتحاد ساوزسايد ريسلينغ Southside Wrestling.

## تدريب
أتحاد ريفيلوشن برو ريسلينغ يمتلك مدرسة لتعليم مصارعة المحترفين يقع مقرها بورتسموث ، إنجلترا .و تأسست هذه المدرسة في أغسطس 2012 ويديرها مالك الأتحاد أندي كويلدان وآندي سيمونز. و تدار المدرسة من قبل 4 متدربين على مستوى العروض لمدة عام لهم لعرض قدرتهم أمام جمهور مباشر. حيث يُعلمون جميع العناصر الأساسية للمصارعة المهنية بالإضافة إلى الأجزاء الحيوية الأخرى لكونك مصارعًا مثل كيفية التصرف على وسائل التواصل الاجتماعي .

## البطولات

### الأبطال الحاليين
| أسم اللقب                     | البطل (الأبطال) الحالي                    | تاريخ الفوز    | عدد مرات حمل اللقب | عدد أيام حمل اللقب | موقع الفوز      | البطل (الأبطال) السابق |
| ----------------------------- | ----------------------------------------- | -------------- | ------------------ | ------------------ | --------------- | ---------------------- |
| بطولة بريطانيا للوزن الثقيل   | ويل اوسبري                                | 14 فبراير 2020 | 1                  | 52                 | قاعة يورك، لندن | زاك صابر جونيور        |
| بطولة الفرق البريطانية        | فريق الفيلق (رامبيج براون وأوكران العظيم) | 13 أكتوبر 2019 | 1                  | 176                | ساوثامبتون      | شاغر                   |
| بطولة بريطانيا للوزن المتوسط  | مايكل أوكو                                | 14 فبراير 2020 | 1                  | 52                 | يورك هول، لندن  | إيل فانتسمو            |
| بطولة السيدات البريطانية      | جيزيل شو                                  | 14 فبراير 2020 | 1                  | 52                 | يورك هول، لندن  | زوي لوكاس              |
| بطولة SWE العالم للوزن الثقيل | ديفيد ستار                                | 10 يناير 2020  | 1                  | 1897               | غيلدفورد ، ساري | شون كوستوم             |
| بطولة SWE ملك السرعة          | ريكي نايت جونيور                          | 4 مايو 2019    | 2                  | 2148               | شيفيلد          | كيب سابيان             |

## أهم العروض
- High Stakes
- Summer Sizzler

### الدورات
| المسابقة     | البطل (الأبطال) الحالي | تاريخ الفوز    | الموقع            |
| ------------ | ---------------------- | -------------- | ----------------- |
| كأس بريطانيا | أوه . جي . أم . أوه    | 24 نوفمبر 2019 | قاعة يورك، لندن   |
| ملكة الحلبة  | ماديسون مايلز          | 9 نوفمبر 2019  | شيفيلد ، يوركشاير |

## روابط خارجية
- الموقع الرسمي